# Ulrich Poltera
Ulrich Poltera (né le 17 juillet 1922 à Arosa, mort en mars 1994 à Coire) est un joueur professionnel suisse de hockey sur glace.

## Carrière
Ulrich Poltera fait toute sa carrière au HC Arosa. Dès ses 18 ans, il est capitaine de son équipe. Il remporte le championnat de Suisse sept fois consécutives de 1951 à 1957.
Ulrich Poltera a 111 sélections avec l'équipe de Suisse. Il participe aux Jeux olympiques de 1948, où la Suisse à domicile prend la médaille de bronze puis aux Jeux olympiques de 1952 à Oslo. Il est également de l'équipe de son pays aux Championnats du monde en 1950, où il devient le meilleur buteur, et 1951 ; la Suisse prend à chaque fois la médaille de bronze. Il est aussi champion d'Europe en 1950.

## Famille
Ulrich Poltera est le frère de Gebhard Poltera et le cousin de Hans-Martin Trepp. Ensemble ils forment une ligne à Arosa.